# 全国女子ラグビーフットボール選手権大会
全国女子ラグビーフットボール選手権大会（ぜんこくじょしラグビーフットボールせんしゅけんたいかい）は、日本ラグビーフットボール協会の主催による女子ラグビー全国大会である。関東協会主催の関東女子ラグビーフットボール大会、関西協会主催（九州地区を含む）の女子ラグビーフットボール関西大会の各優勝・準優勝の計4チームで、1月から2月にかけて競われる。

## 実施概要
第11回大会（2024年度）の場合
- 主催：公益財団法人日本ラグビーフットボール協会
- 出場チーム： 関東女子ラグビーフットボール大会の優勝・準優勝チーム、女子ラグビーフットボール関西大会の優勝・準優勝チーム、計4チーム
- 競技規則：当該年度のワールドラグビーの競技規則、世界的試験実施ルールを適用。
- 試合時間：40分ハーフ、ハーフタイム15分間。タイムキーパー制[2]。
- ペナルティートライ（PT）：7点とする。「トライ数1・ゴール数1」の扱いとする。
- 4チームによるトーナメント方式で実施。3位決定戦は行わない。
- 勝敗：同点の場合は、(1)トライ数、(2)トライ後のゴール数、(3)抽選、の順で決定。決勝戦では、トライ数、ゴール数にかかわらず、両チーム優勝とする。
- 協賛：株式会社シミズオクト、コンテンツプロダクションパートナー：株式会社rtv
- 準決勝会場：スピアーズえどりくフィールド（東京都江戸川区）、三重交通Gスポーツの杜鈴鹿（三重県鈴鹿市）。リーグワンの試合と共に実施。
- 決勝会場：秩父宮ラグビー場（東京都港区）

## 歴史
2013年までは全国女子ラグビーフットボール交流大会として開催されてきたが、女子ラグビーが全国的な広がりを見せており、オリンピックや女子ラグビーワールドカップ出場を目指す選手のモチベーション及び全国レベルでの競技力向上を目的に選手権大会に改めた。
前身となる全国交流大会から回数は引き継がず、2014年を第1回として開催した。第4回（2017年）と第5回（2018年）は高校の部が設けられ、時期を分けられ実施された。
2017年から2022年まで、近年の女子チーム参加数の減少や2020年以降の感染症対策などにより、大会方式が流動的になった。また、合同チームとしての出場が目立つ。
2020年（第6回）は2月9日に決勝戦を迎え、横河武蔵野Artemi-StarsとRKU龍ケ崎GRACEは同点で両者優勝となった。その後、2020年2月下旬から新型コロナウイルス感染症の世界的流行により規制が始まり、国内のイベントは次々と中止された。規制解除は、3年後の2023年5月8日だった。
2021年（第7回）は無観客での決勝戦1試合のみの開催となった。関東女子ラグビーフットボール大会からは優勝チーム「Morning Bears」が出場し、女子ラグビーフットボール関西大会は開催できなかったためPEARLSが選抜出場した。
2022年（第8回）では、PEARLS（三重県四日市市）の選手17名が隔離対象となり、準決勝への出場を辞退し、大会2連覇を逃した。
2023年（第9回）からは、1月から2月にかけて、関東女子ラグビーフットボール大会の優勝・準優勝チームと、九州地区を含む女子ラグビーフットボール関西大会の優勝・準優勝チームによるトーナメント戦（準決勝・決勝）を実施。
2024年（第10回）の決勝戦では、リーグワンの東京サントリーサンゴリアスとニュージーランドのクラブチームであるブルーズとの対戦（THE CROSS-BORDER RUGBY 2024）も併催。
2025年（第11回）準決勝の2試合は、それぞれリーグワンの試合と共に開催。準決勝観覧者には、決勝戦チケットが半額になるキャンペーンを実施。決勝戦は秩父宮ラグビー場での単独開催となった。東京山九フェニックスラグビークラブが大会初の3連覇となった。

## 歴代記録

### 全国女子ラグビーフットボール交流大会
1998年に、全国女子ラグビーフットボール交流大会が開設された。全国の女子チームや女子ラグビー関係者間の親睦を深め、女子ラグビーの健全な発展と底辺の拡大を図るために創設された15人制ラグビーの大会。
第9回大会には、北太平洋代表「Loggers」（アメリカ合衆国）を招待するなど、海外チームとの交流を深めた。第14回大会から第19回大会までは、女子小学生を対象とした交流試合を開催するなど、日本の女子ラグビーの普及や底辺拡大をはかった。
第25回（2012年大会）から、全国女子ラグビーフットボール交流大会において「日本ラグビーフットボール協会 会長杯」が設けられ、日本一のチームを決める40分ハーフの対戦を行うことになった。以下の2試合はその結果である。この「会長杯」をもとに、2014年から現在の全国女子ラグビーフットボール選手権大会へと刷新することになる。現在も、優勝チームには「会長杯」と大きく書かれた台と共に、優勝カップが贈られる（次年度大会まで貸与される）。
| 回 | 決勝戦開催日   | 優勝チーム                 | スコア | 準優勝チーム               | 会場               | 備考          |
| -- | -------------- | -------------------------- | ------ | -------------------------- | ------------------ | ------------- |
| 25 | 2012年11月23日 | 名古屋レディースR.F.C      | 32-7   | 日本体育大学ラグビー部女子 | 江戸川区陸上競技場 | [ 20 ]        |
| 26 | 2013年11月23日 | 日本体育大学ラグビー部女子 | 22-20  | 名古屋レディースR.F.C      | 江戸川区陸上競技場 | [ 21 ] [ 22 ] |

全国女子ラグビーフットボール交流大会において、「日本一」を決する対戦 および 「日本ラグビーフットボール協会 会長杯」は、上記2大会のみであり、第24回大会までは交流会・親睦会としての開催だった。
2014年からは全国女子ラグビーフットボール選手権大会に替わり、回数は引き継がれない。

### 全国女子ラグビーフットボール選手権大会
| 回 | 決勝戦開催日   | 優勝チーム                            | スコア | 準優勝チーム                                                 | 会場                                          | 備考                 |
| -- | -------------- | ------------------------------------- | ------ | ------------------------------------------------------------ | --------------------------------------------- | -------------------- |
| 1  | 2014年11月23日 | 日本体育大学ラグビー部女子            | 46-5   | 名古屋レディースR.F.C                                        | 江戸川区陸上競技場                            | [ 25 ] [ 26 ]        |
| 2  | 2015年11月23日 | 日本体育大学ラグビー部女子            | 38-7   | 名古屋レディースR.F.C                                        | 江戸川区陸上競技場                            | [ 27 ]               |
| 3  | 2017年3月19日  | TPA （TKM、東京Phoenix、ARUKAS）      | 60-12  | VEELS （追手門学院大学、PEARLS）                             | パロマ瑞穂ラグビー場                          | [ 28 ]               |
| 4  | 2018年3月18日  | 日本体育大学ラグビー部女子            | 99-5   | PEARLS・寝屋川                                               | パロマ瑞穂ラグビー場                          | [ 29 ]               |
| 5  | 2019年3月3日   | 日本体育大学ラグビー部女子            | 8-7    | Blue Peaglets （PEARLS、ながとブルーエンジェルス、四国大学） | 小田原市城山陸上競技場                        | [ 30 ]               |
| 6  | 2020年2月9日   | 横河武蔵野Artemi-Stars RKU龍ケ崎GRACE | 7-7    | （両チーム優勝）                                             | 熊谷ラグビー場                                | [ 31 ] [ 32 ]        |
| 7  | 2021年2月21日  | PEARLS                                | 41-10  | Morning Bears （自衛隊体育学校、アルカス熊谷）               | パロマ瑞穂ラグビー場                          | [ 34 ] [ 35 ]        |
| 8  | 2022年1月23日  | 横河武蔵野Artemi-Stars                | 28-0   | 日本経済大学・九州産業大学・ながとブルーエンジェルス合同     | 三重交通Gスポーツの杜鈴鹿サッカー・ラグビー場 | [ 36 ]               |
| 9  | 2023年2月5日   | 東京山九フェニックスラグビークラブ    | 27-24  | 日本体育大学ラグビー部女子                                   | 小田原市城山陸上競技場                        | [ 37 ] [ 38 ]        |
| 10 | 2024年2月3日   | 東京山九フェニックスラグビークラブ    | 40-24  | PEARLS                                                       | 秩父宮ラグビー場                              | [ 15 ] [ 39 ]        |
| 11 | 2025年2月2日   | 東京山九フェニックスラグビークラブ    | 13-5   | PEARLS                                                       | 秩父宮ラグビー場                              | [ 40 ] [ 41 ] [ 42 ] |

## 高校の部
現在「高校の部」は存在しない。
高校の部については、別大会として別日程で行われている。以下は、過去に「高校の部」を設けて開催したものである。

### 全国女子ラグビーフットボール選手権大会（高校の部）
2017年と2018年の2回のみ実施。「一般の部」とは別の日に、3つの協会の高校生代表チームが1日で総当たり戦を行った。
2019年11月23日は選手育成イベントが実施され、それ以降も「高校の部」の試合は開催されていない。2022年11月下旬は、女子セブンズ日本代表の候補合宿や、選手育成合宿に、高校生が多数参加している。
| 回 | 開催日         | 優勝チーム   | 2位          | 3位          | 会場               | 備考   |
| -- | -------------- | ------------ | ------------ | ------------ | ------------------ | ------ |
| 4  | 2017年11月23日 | 関東高校代表 | 関西高校代表 | 九州高校代表 | 江戸川区臨海競技場 | [ 46 ] |
| 5  | 2018年11月23日 | 九州高校代表 | 関東高校代表 | 関西高校代表 | 江戸川区臨海競技場 | [ 47 ] |

#### U18花園女子15人制
2022年12月、「第102回全国高等学校ラグビーフットボール大会」の初日の第1試合前に、花園ラグビー場（第1グラウンド）でU18東西戦が開催された。東軍には関西協会東海ブロックの選手が加わった。
| 名称              | 開催日         | 勝   | スコア | 敗   | 会場                   | 備考          |
| ----------------- | -------------- | ---- | ------ | ---- | ---------------------- | ------------- |
| U18花園女子15人制 | 2022年12月27日 | 西軍 | 7-0    | 東軍 | 東大阪市花園ラグビー場 | [ 48 ] [ 49 ] |